# Glacier Renfrew
Le glacier Renfrew (en anglais : Renfrew Glacier) se trouve dans l'État de l'Oregon, aux États-Unis. Le glacier est situé dans la chaîne des Cascades, sur le flanc nord-ouest du volcan Middle Sister à une altitude d'environ 2 400 mètres.